# Composizioni di Luca Marenzio
Lista delle composizioni di Luca Marenzio, ordinate per genere.

## Madrigali a 5 voci
- ll Primo Libro de madrigali, Angelo Gardano, Venezia, 1580
- Il Secondo libro de madrigali, Angelo Gardano, Venezia, 1581 (19 + 1 a 8 voci dedicato a Lucrezia d'Este, duchessa di Urbino)
- Il Terzo libro de madrigali, Angelo Gardano, Venezia, 1591
- Il Quarto libro de madrigali, G. Vicentini e R. Amadino, 1591
- Il Quinto libro de madrigali, Herede di G. Scotto, 1585
- Il Sesto libro de madrigali,  Angelo Gardano, Venezia, 1594
- Il Settimo libro de madrigali, Angelo Gardano, Venezia, 1595
- Il Ottavo libro de madrigali, Angelo Gardano, Venezia, 1598
- Il Nono Libro de Madrigali, Angelo Gardano, Venezia, 1599

1. Così Nel Mio Parlar (testo: Dante Alighieri, Rime)
2. Amor, l'ho molti (Francesco Petrarca, Canzoniere)
3. Dura Legge D'Amor (Petrarca, Triumphus Cupidinis)
4. Chiaro Segno Amor Pose (Petrarca, Canzoniere)
5. Se Sì Alto Pon Gir (idem)
6. L'Aura Che'l Verde Lauro (idem)
7. Il Vago e Bell'Armillo (Livio Celiano, Rime)
8. Solo e Pensoso (Petrarca, Canzoniere)
9. Vivo In Guerra (Antonio Ongaro, Scelta di Rime)
10. Fiume Ch'a L'Onde (Ongaro, Scelta di Rime)
11. Parto o Non Parto? (Giovanni Battista Guarini, Rime)
12. Credete Voi Ch'i' Viva (Guarini, Rime)
13. Crudele, Acerba (Petrarca, Canzoniere)
14. La Bella Man Vi Stringo (Guarini, Rime)

## Madrigali a 6 voci
- Il Primo libro di madrigali, Angelo Gardano, Venezia 1581
- Il Secondo libro dei madrigali, Angelo Gardano, Venezia 1584
- Il Terzo libro dei madrigali, Ristampa  Herede di Gir. Scotto, da Angelo Gardano  Venezia  1585 (21 madrigale con dedica a Bianca Cappello granduchessa di Toscana)
- Il Quarto libro dei madrigali, G. Vincenti, 1587  ristampato da R. Amadino 1587 (con dicitura: Da molti errori diligentissimamente emendato); Angelo Gardano 1593 e 1605; Herede di Gir. Scotto, 1603
- Il Quinto libro de madrigali, Angelo Gardano, Venezia 1591
- Il Sesto libro de madrigali, Angelo Gardano, Venezia 1595

## Madrigali vari
- Madrigali Spirituali di Luca Marenzio a 5 voci Libro Primo, Angelo Gardano, Venezia, 1584
- Madrigali a 4 voci Libro Primo, Alessandro Gardano, Roma, 1585
- Madrigali a 4, 5 et 6 voci, Libro Primo G. Vicentini 1588
- Mardigali Spirituali e Temporali a 5, 6, 8, 9 e 10 voci,... Norimberga, 1610
- 21 madrigali in antologie dell'epoca

## Villanelle a 3 voci
- Primo Libro G. Vicentini e R. Amadino 1584
- Secondo Libro G. Vicentini e R. Amadino 1585
- Terzo Libro Alessandro Gardano, Roma 1585
- Quarto Libro G. Vicentini 1587
- Quinto Libro Herede di Gir. Scotto 1587

## Musica Sacra
- Motecta festorum totius anni, cum Communi Sanctorum, quaternis vocibus...liber primus, Aless. Gardano Roma 1585
- Sacre cantiones, quinis, senis ac septenis vocibus modulandae, cum inferna parte pro organo, R. Amadino 1616
- 9 mottetti in antologie d'epoca
- Missa super iniquos odio habui

## Intermedi della Pellegrina
8 brani da: Intermedii et Concerti, fatti per la commedia rappresentata in Firenze nelle Nozze del Serenissimo Don Ferdinando Medici e Madama Christina di Lorena, Gran Duchi di Toscana, (G. Vincenti, 1589)